# Martha Coffin Wright
Martha Coffin Wright, född 1806, död 1875, var en amerikansk abolitionist. 
Hon är representerad i National Women's Hall of Fame. 